# Perfect Symmetry
| 전문가 평가          | 전문가 평가 |
| 총 점수              | 총 점수     |
| 출처                 | 점수        |
| -------------------- | ----------- |
| 메타크리틱           | 64/100      |
| 평가 점수            |             |
| 출처                 | 점수        |
| AllMusic             | [ 2 ]       |
| Entertainment Weekly | B+          |
| The Guardian         | [ 3 ]       |
| musicOMH             | [ 4 ]       |
| NME                  | 2/10        |
| PopMatters           | 6/10        |
| Q                    | [ 7 ]       |
| Rolling Stone        | [ 7 ]       |
| Spin                 | 7/10        |
| Uncut                | [ 9 ]       |

《Perfect Symmetry》는 2008년 10월 13일, 영국의 록 밴드 킨의 세 번째 스튜디오 음반이다. 국제 아일랜드 레코드 매니저인 존 터너에 따르면, "일반적인 국제적인 느낌은 흥분되는 것이고 〈Spiralling〉은 미국 회사가 가장 좋아하는 트랙입니다."

## 배경
《Perfect Symmetry》은 킨의 확립된 피아노 록 사운드에서 이탈한 것으로, 밴드는 초기 음악 시작 이후 처음으로 기타를 채용하고 이전의 노력 《Under the Iron Sea》보다 신시사이저에 대한 의존도가 더 커졌으며, 톱 연주, 색소폰, 현악기 편곡 등의 다른 악기로도 실험했다. 또한 가장 주목할 만한 것은 〈Spiralling〉과 〈Again and Again〉과 같은 대부분의 노래에서 1980년대의 신스팝에 의한 스타일의 출현이다. 이 음반은 《Under the Iron Sea》의 긴장된 세션에 비해 좀 더 여유롭고 창의적인 녹음 과정의 결과물이다. 이 음반에 수록된 유일한 피아노 연주곡 중 하나는 같은 이름의 트랙이다. 제시 퀸은 이번 음반에서 킨과 함께 스튜디오와 라이브 지원 멤버로 활동했고, 그는 3년 후에 정식 멤버가 되었다.

## 커버
음반 커버는 9월 5일에 공개되었다. 팀 라이스 옥슬리는 이 밴드의 이미지는 대한민국의 예술가 권오상이 만든 실제 크기보다 더 큰 밴드 멤버들의 사진이라고 설명했다. 이 조각품들이 음반의 이미지와 발매일까지의 홍보의 기초를 형성할 것이라는 것을 암시했다.

## 곡 목록
모든 곡들은 킨에 의해 작사/작곡하였다.
| #   | 제목                             | 재생 시간 |
| --- | -------------------------------- | --------- |
| 1.  | 〈Spiralling〉                   | 4:19      |
| 2.  | 〈The Lovers Are Losing〉        | 5:04      |
| 3.  | 〈Better Than This〉             | 4:03      |
| 4.  | 〈You Haven't Told Me Anything〉 | 3:47      |
| 5.  | 〈Perfect Symmetry〉             | 5:12      |
| 6.  | 〈You Don't See Me〉             | 4:03      |
| 7.  | 〈Again and Again〉              | 3:50      |
| 8.  | 〈Playing Along〉                | 5:35      |
| 9.  | 〈Pretend That You're Alone〉    | 3:47      |
| 10. | 〈Black Burning Heart〉          | 5:23      |
| 11. | 〈Love Is the End〉              | 5:37      |

## 인증
| 국가                       | 인증     | 판매량/출하량 |
| -------------------------- | -------- | ------------- |
| 아일랜드 (IRMA)            | 골드     | 7,500^        |
| 영국 (BPI)                 | 플래티넘 | 300,000^      |
| 미국                       | —        | 135,000       |
| ^출하량을 기반으로 한 인증 |          |               |